# Eberhard IV de Nordgau
Eberhard IV de Nordgau, mort le 18 décembre 972/973. Il est comte du Nordgau. Il est l'aîné des quatre enfants d'Hugues Ier de Nordgau et de sa femme, Hildegarde de Ferrette.

## Biographie
Il succède à son père en 940, avec son frère Hugues d'Eguisheim. En 959, il remet à l'empereur Otton Ier l'abbaye de Lure. Il gouverne le Nordgau de 940 à 951, date à laquelle il abdique en faveur de son fils Hugues II, et se retire dans sa terre d'Altorf où il meurt en 972/973.

## Filiation
Il épouse vers 930,  Luitgarde « veuve d'Adalbert », fille de Wigéric de Bidgau et de sa femme Cunégonde de France.
- Hugues II Raucus de Nordgau, comte de Nordgau[3] ;
- Adalbert d'Alsace ;
- Hugues, moine à Altorf ;
- Gérard d'Alsace ;
- Adélaïde (+1037), mariée en premières noces à Henri de Franconie, dont elle aura Conrad II le Salique, empereur du Saint-Empire Germanique ;
- Hedwige (935/37 - 13 décembre 992), mariée en 950 à Sigefroid de Luxembourg, dont sainte Cunégonde.

## Sources
- Nicolas Viton de Saint-Allais, Histoire généalogique des maisons souveraines de l'Europe, vol. 1, Paris, 1811.
- Eberhard IV de Nordgau sur le site Foundation for medieval genealogy (en anglais).